# Carlini-Station
Die Carlini-Station (ehemals Jubany-Station) ist eine dauerhafte argentinische Forschungsstation in der Antarktis (King George Island, Südliche Shetlandinseln). Sie liegt auf der Potter-Halbinsel in der Potter Cove und wird derzeit vom argentinischen Militär betrieben. Die erste Besiedelung war 1953. Die maximale Bevölkerung liegt bei 60 Personen, kann aber unter besonderen Umständen auch auf eine Notfallbelegung von bis zu 100 Personen erweitert werden. Im Winter liegt die Besatzung bei circa 25 Personen, darunter ein wissenschaftlicher Überwinterer. Die übrige Besatzung besteht aus technischem und militärischem Personal, deren Aufgabe es ist, die Station in Stand zu halten und das wissenschaftliche Arbeiten zu ermöglichen. Die Station ist eine von elf weiteren wissenschaftlichen Stationen auf King George Island, von denen acht permanent sind (Argentinien, Brasilien, Chile, China, Korea, Polen, Russland, Uruguay) und drei (Ecuador, Peru, USA) nur saisonal betrieben werden.
Die Station selbst wurde 1982 errichtet. Die Basis besteht aus 15 Gebäuden, 2 Laboratorien und besitzt seit April 2005 ein Kino.
1994 eröffnete das Alfred-Wegener-Institut in direkter Nähe zu Jubany das Dallmann-Labor. Das Labor ist keine eigenständige Station, sondern nutzt die Logistik der Argentinier in freundschaftlicher Forschungskooperation.
Im März 2012 wurde die Jubany-Station in Carlini-Station umbenannt, nach dem argentinischen Antarktisforscher Alejandro Ricardo Carlini (1963–2010).
Am 8. Dezember 2013 veranstaltete die Band Metallica ein Konzert an der Station unter einer kleinen extra dafür gebauten Kuppel und aus Umweltschutzgründen ohne Verstärker. Das Konzert wurde weltweit übertragen und Metallica ist seitdem die erste Band, welche innerhalb eines Jahres auf allen sieben Kontinenten auftrat.